# Musikvideo

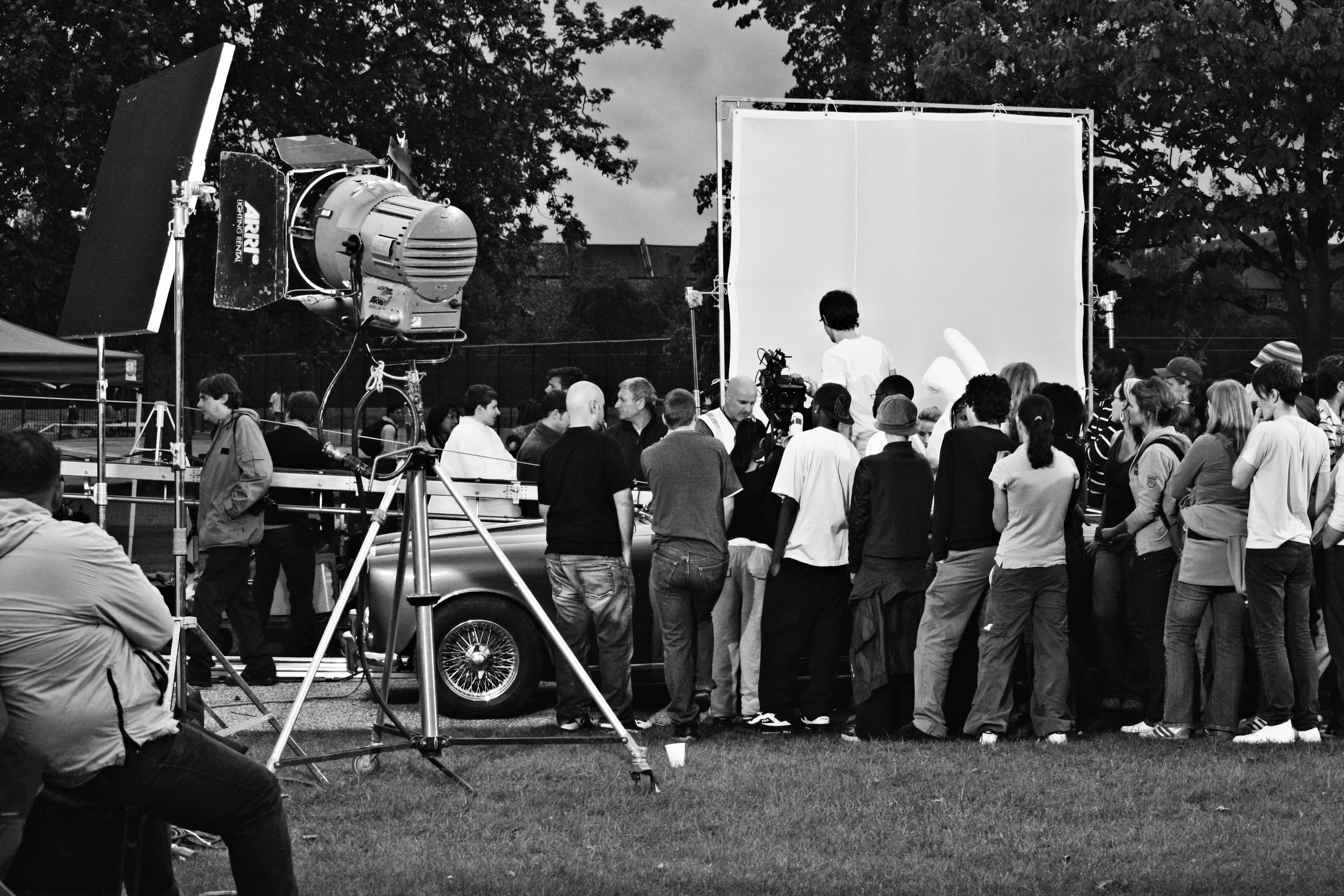
Dreharbeiten zu einem Musikvideo

Ein Musikvideo ist ein Kurzfilm, der ein Musikstück eines zeitgenössischen Künstlers filmisch umsetzt, meist mit dem Zweck, einen Auftritt des Künstlers im Fernsehen zu ersetzen, entweder 1:1 oder in anspruchsvollerer Form.
Bereits in den 1950er Jahren waren Live-Auftritte von Künstlern im jungen Medium Fernsehen zwar gefragt, aber auch ungern gesehen, wenn dabei Rock'n'Roller die Grenzen der "guten Sitten" oder auch nur die Sendezeit überschritten. Mit zuvor angefertigten Aufzeichnungen ließen sich derartige Risiken umgehen. Spätestens mit der Beatlemania ab 1963 konnten gefragte Künstler, insbesondere in der kurzen Zeit, in der eine Single hitverdächtig war, nicht zeitnah auf mehreren Kontinenten präsent sein, um ein Lied in TV-Sendungen live „vorzuspielen“. Zudem mussten bei echtem Live-Spiel oft Kompromisse bei der Klangqualität eingegangen werden, oder es kam lediglich Voll-Playback zum Einsatz und die Band täuschte Gesang und Spiel synchron hierzu vor. Dies wiederum konnte weder Künstler noch Publikum wirklich gefallen: wenn etwa die E-Gitarre erkennbar nicht mit einem Verstärker verkabelt war. Stattdessen wurde also ein Auftritt "abgefilmt" und den Sendern als Konserve zur Verfügung gestellt. 
Waren genug Zeit und Budget vorhanden, wurde der filmische Aufwand sogar noch erhöht: z. B. „spielte“ man im Freien oder die Musikinstrumente blieben "unsichtbar". Daraus entwickelte sich eine Kunstform, bei der die Bildsprache teils mehr Eindruck hinterlässt als die Musik. 
Die Filmindustrie verwendete aktuelle Musikstücke, um damit ihre Produktionen zu untermalen, wie z. B. 1968 bei Easy Rider. Die aus diesem Film ausgekoppelten Musikszenen erreichten höhere Bekanntheitsgrade als die von den Bands gefertigten Musikvideos. Manche Künstler lehnten jedoch Single-Auskopplungen und die zugehörigen Videos ab: so etwa Led Zeppelin, die nur auf Alben und Konzerttourneen setzten. 
Musikvideos werden zumeist von einer Plattenfirma zur Verkaufsförderung für dieses Stück in Auftrag gegeben, von einer auf Musikvideos spezialisierten Filmproduktionsgesellschaft konzipiert und hergestellt und sollen im Musikfernsehen oder in Streaming-Portalen zu sehen sein. Meist dauern sie genau so lang wie das Stück und nutzen dieses als einzige Tonquelle. Ein Bestandteil der meisten Musikvideos ist die Inszenierung des Künstlers, zumeist bei der Darbietung des Stücks. Gibt es im Lied keinen Gesang, treten die Künstler dennoch oft persönlich in Erscheinung. Dies verweist auf das Interesse der auftraggebenden Plattenfirma an einer Steigerung des Bekanntheitsgrades ihrer Künstler. Filmhistorisch betrachtet verbindet es die Musikvideos mit der Tradition des Opern-, Theater- und Konzertfilms und der Konzertaufzeichnung. Zum Teil werden Musikvideos als Gesamtkunstwerke geschaffen, bei denen die Bilder ein vollwertiger Teil des Werkes sind, ähnlich wie bei den traditionellen Kunstformen Oper, Operette oder Musical, bei denen Musik und Darstellung gleichwertig zusammengehören.

## Anfänge
Die Anfänge des Musikvideos reichen bis ins Jahr 1890 zurück. Bereits damals warteten amerikanische Theatersäle mit illustrierten Liedern, den sogenannten Sound Slides, auf, die sich größter Beliebtheit erfreuten. Dafür wurden von Hand kolorierte Bilder auf Glasplatten gedruckt und an eine Leinwand projiziert, während Sänger live dazu auf der Bühne agierten. Sound Slides waren seinerzeit ein probates Mittel der Musikindustrie zur Vermarktung von Liedgut. 

## Erste Hälfte des 20. Jahrhunderts
1900 wurde auf der Pariser Weltausstellung mit einer Kombination aus Ton, Film und Theater durch die Firma Phono-Cinéma-Théâtre experimentiert und unter einer Vielzahl von Filmen auch Cyrano von Bergerac präsentiert.
1906 wurde das Chronophon erfunden, das erste System zur Bild-Ton-Synchronisation für Filme mittels einer Walze und später mittels einer Platte.
Mit der Erfindung des Vitaphon 1926 war es erstmals möglich, Bild und Ton simultan aufzuzeichnen.
Als Meister des Trickfilms und der Animationen entwarf George Pals 1938 in Kooperation mit „Ambrose & his Orchestra“ für die damalige Technik erstaunlich moderne Werbefilme, die ebenfalls als frühe Versionen von Musikvideos gelten können.
In den Jahren 1941 bis 1947 entstanden in den USA zahlreiche so genannte Soundies, welche vielfach als die ersten Music Video Clips angesehen werden. Soundies sind kurze, von Musik unterlegte Filme, die in Restaurants und Bars mit Hilfe von zwei Tonnen schweren Maschinen, den sogenannten Panorams, nach Geldeinwurf angesehen werden konnten. Die musikalische Unterlegung war abwechslungsreich und reichte von irischer Folklore über Country Music bis hin zu Jazz (z. B. Duke Ellington). Im Mittelpunkt der Filmsequenzen standen vor allem die Musikaufführungen, später auch (amüsante) Filmszenen oder Abschnitte mit patriotischen Aussagen. Soundies sind somit als Beispiele für frühe narrative Music Video Clips anzusehen.

## Musikfilme nach dem Zweiten Weltkrieg
Eine ähnliche Entwicklung vollzog sich Ende der 1950er Jahre in Frankreich, als dort Jukebox-artige Geräte in Cafés und Bars aufgestellt wurden. Die sog. Scopitones, als Weiterentwicklung der früheren Soundies-Technologie, waren in der Lage, Musik und Bild abzuspielen und erfreuten sich großer Beliebtheit. Die Technik fand daraufhin auch in anderen Ländern Verbreitung, u. a. in Italien unter dem Namen Cinebox, und wiederum in den USA als Color-Sonic.
In den 1960er-Jahren kam es vermehrt zu Auftritten von Schlagerstars im Fernsehen. Das Radio war aber in den meisten Haushalten immer noch das vorherrschende Medium.

## Entstehung des „klassischen“ Musikvideos
Da keine eindeutige Trennung zwischen kurzen, trailerartigen Werbevideos, mitgeschnittenen Live-Auftritten und expliziten Musikvideos existiert, ist die Definition, welches das „erste“ Musikvideo im klassischen Verständnis war, schwierig.

### Pioniere
Bereits 1960 drehten The Shadows für ihren Instrumental-Hit Apache ein Schwarz-Weiß-Video, bei dem synchronem Spiel zumindest beim Bildschnitt wenig Priorität gegeben wurde. Stattdessen wurden leichte Verfremdungen, wie ein Tirolerhut auf dem Kopf von Bruce Welch sowie Großaufnahmen der Saiteninstrumente der amerikanischen Firma Fender, eingearbeitet. Bassist Jet Harris rauchte in seinen Spielpausen und klemmte vor seinen Einsätzen die Zigarette wieder unter die P-Bass-Saiten. Hank Marvin führte an der Stratocaster-Gitarre seine Spieltechnik vor, u. a. Vibrato mit Hilfe des sogenannten Tremolohebels, was mittels zwischengeschaltetem Echo-Gerät zu bislang unbekannten Klängen führte. 
Die ersten Musikfilme mit einer künstlerischen Schöpfungshöhe sind eng verzahnt mit dem Aufstieg der experimentellen Musik-, Medien- und Kunstströmungen der 1960er Jahre.
1965 drehte die Sängerin Nico für ihre Single I'm not sayin' einen musikalischen Kurzfilm in schwarzweiß, der sie singend auf den Straßen Londons und am Themse-Ufer zeigt.
Weitere Kandidaten sind der Promo-Film zu I Got You Babe von Sonny & Cher sowie Subterranean Homesick Blues von Bob Dylan aus dem Jahr 1965.
Die Beatles drehten 1966/67 Kurzfilme zu ihren Stücken Paperback Writer, Rain, Strawberry Fields Forever und Penny Lane, bei denen die Darstellung der Musiker an ihren Instrumenten einem schauspielerischen Inhalt gewichen war. Ein weiterer musikalischer Kurzfilm, der aus heutiger Sicht als Musikvideo im klassischen Verständnis eingeschätzt werden würde, ist Evening of light, wieder von Nico, der zusammen mit Iggy Pop und The Stooges 1969 unter der Regie des Medienkünstlers François De Menil entstand.
Auch in Deutschland wurden Musikvideos gedreht: Als die Debüt-Single Moscow Mitte 1968 erfolgreich wurde, drehte die Hamburger Band Wonderland auf dem Gehweg vor der russisch-orthodoxen Kirche St. Prokop ein zum Lied-Sujet passendes Musikvideo und nutzte deren malerische Zwiebeltürme als Hintergrund für Fotos.

### Aufstieg als musikalisches Werbemedium
Oft wird das Promotion-Video zu Bohemian Rhapsody von Queen, das am 10. November 1975 während 4 Stunden hergestellt und in 5 weiteren Stunden zusammengestellt wurde, als „erstes“ Musikvideo bezeichnet. Dabei wurden charakteristische Techniken angewandt, wie zum Beispiel die Heroisierung der Musiker, unterschiedliche Schnittfrequenzen für bestimmte Formabschnitte des Stückes sowie Ein- und Ausblendetechniken. Entsprechende Merkmale weist auch ein Promo-Film auf, mit dem die Kinks bereits 1966 ihr Lied Dead End Street vorstellten. Auch hier wurden nicht, wie zuvor üblich, die Musiker beim Bedienen ihrer Instrumente gezeigt, sondern der Inhalt des Textes wurde inszeniert. In der Fachwelt gilt das Musikvideo zu Queens Millionenseller Bohemian Rhapsody   als das erste Popvideo, das den Erfolg einer Single begleitete. Es wird als Beginn der Ära der Musikvideos eingestuft.
Auch die schwedische Popgruppe ABBA hatte 1974 im Zuge ihres internationalen Durchbruchs damit begonnen, Musikvideos für ihre Singleauskopplungen zu drehen. Sie sollten vor allem in Ländern außerhalb Europas für die Musik der Band werben, die für kurze Promotion-Touren zu weit entfernt waren. Im Besonderen trug das Musikvideo von Mamma Mia dazu bei, dass 1975 in Australien und Neuseeland eine beispiellose Begeisterung für ABBA ausgelöst wurde, die über Jahre anhielt und die Gruppe dort zu einer Kultband machte.
Von Ende der 1970er-Jahre bis Mitte der 1980er-Jahre setzte eine kreative Blütezeit des Musikvideos ein. Immer mehr Bands und Künstler brachten parallel zu ihren Veröffentlichungen Musikvideos heraus, teils mit ausgefeilten Konzepten. Neue Musikrichtungen wie Punk, New Wave und Elektropop entstanden. Mit Hilfe der Music Video Clips versuchten die Musikproduzenten, dem stagnierenden Plattenverkauf entgegenzuwirken. 1979 veröffentlichte Cher ihre Single Hell on Wheels – das Video zu der Single war das erste moderne Video in der Geschichte, das im MTV-Stil produziert wurde, bevor es MTV überhaupt gab.
Ein Meilenstein ist hier das Video zu Thriller von Michael Jackson (1983), welches umfangreiche Spezialeffekte einsetzte und in der ungeschnittenen Originalversion eine Spielzeit von 15 Minuten aufwies. Ebenfalls erwähnenswert ist das martialisch angehauchte Video zu The Wild Boys von Duran Duran (1984) mit für die damalige Zeit aufsehenerregenden Produktionskosten von über einer Million US-Dollar sowie das Musikvideo der norwegischen Band a-ha zu Take On Me aus dem Jahr 1985.

### Fernsehformate der 1980er Jahre
Die Bedeutung der Musikvideos nahm in den 1980er Jahren durch reine Musikfernsehsender wie MTV stark zu. Zum US-Sendestart des Senders MTV wurde als allererstes Musikvideo der Titel Video Killed the Radio Star des Trevor-Horn-Projektes The Buggles eingesetzt: Ein deutlicher programmatischer Hinweis des Senders darauf, dass die Ära der Musikvermarktung ohne Video zu Grabe getragen werden sollte.
Unumstrittene Stars dieses ersten Siegeszuges des Musikfernsehens waren vor allem Madonna und Michael Jackson, der mit dem Videoclip zu Thriller nicht nur den Gipfel seines Ruhmes erreichte, sondern auch das junge Genre Videoclip entscheidend prägte. Das Musikvideo wurde zum Garant für einen Platz in den amerikanischen Musik-Charts.
Inhaltlich spiegelt das Medium Musikvideo die volle Bandbreite der Populärkultur wider, von Konsumverherrlichung bis zu gegenkulturellen Strömungen. Die Hip-Hop-Kultur nutzte Musikvideos als politisches Sprachrohr und prangerte soziale Missstände an. So war etwa die Formation Run-D.M.C. als das schwarze CNN bekannt.
1987 ging MTV Europe auf Sendung. Dessen erstes Musikvideo war am 1. August 1987 das Video zum Lied Money for Nothing der britischen Rockgruppe Dire Straits. Im selben Jahr fanden die ersten MTV Video Music Awards, kurz VMAs, statt. Ein MTV-Musikvideo konnte in Europa nun bis zu 340 Millionen Haushalte erreichen.
Bis Mitte der 1980er-Jahre führten reine Musikvideo-Formate in Deutschland eher ein Nischendasein. Seit 1983 sendete die ARD wöchentlich Formel Eins, die erste weitgehend videoclipbasierte Musiksendung im deutschen Fernsehen. 1984 ging der deutschsprachige Musik-Fernsehsender Musicbox auf Sendung; er war jedoch fast nur über Kabel und Satellit erreichbar, was damals einen vergleichsweise sehr geringen Verbreitungsgrad bedeutete. Von 1982 bis 1988 sendete das ZDF Ronny’s Pop Show, die von einem von Otto Waalkes synchronisierten Schimpansen moderiert wurde.
Mit dem Aufgehen von Musicbox in Tele 5 im Jahr 1988 und dem Ende von Formel Eins (1990) sank die Präsenz von Videoclip-Formaten und -Sendern in Deutschland, auch wenn insbesondere Tele 5 in seiner Anfangszeit einen sehr großen Anteil an Clip-Shows im Programm hatte und wachsende Marktanteile verzeichnete. Damalige Strömungen in der Musikkultur führten zudem zu einer ersten großen Krise des Videoclips. Das kreative Potenzial des Mediums schien zunächst ausgeschöpft, und die Plattenlabels strichen ihre Etats für aufwendige Produktionen weitgehend zusammen. Mit großem Aufwand realisierte Videoclips wurden seltener. Tele 5 reagierte seinerseits auf diese Strömungen mit einem deutlichen Zurückfahren des Anteils von Videoclip-Sendungen.
Eines der wenigen Gegenbeispiele zu dieser Entwicklung waren die von Jim Blashfield mit großem Aufwand und Liebe zum Detail inszenierten Videoclips in Stop-Motion-Technik zu dem Michael Jackson-Song Leave Me Alone und der Single Sowing the Seeds of Love von Tears for Fears.
Symptomatisch für diese Zeit sind jedoch eher preisgünstige Videoclip-Produktionen, unter anderem in Frontal-Perspektive (Playback vor fest stehender Videokamera) und Blue-Box-Technik, wie zum Beispiel der Clip zu I’ve Been Thinking About You von Londonbeat. Zu erwähnen ist hier auch George Michael; ebenfalls von der Krise des Videoclips überzeugt, lehnte er es gar eine Zeit lang ab, selbst in seinen Videoclips zu erscheinen oder eine zentrale Rolle einzunehmen, wie bei Praying for Time (1990) oder Too Funky (1992).

### 1990er Jahre
Eine Renaissance erlebte der Videoclip zu Beginn der 1990er Jahre. In Deutschland erzielte MTV Europe wachsende Verbreitung, und ab Ende 1993 ging VIVA als neuer deutschsprachiger Videoclip-Kanal auf Sendung. Diese Sender konnten jedoch nur per Kabel oder Satellit empfangen werden. Das WDR Fernsehen startete zu dieser Zeit die Sendung Hit Clip, die zur letzten deutschen reinen Musikvideo-Sendung außerhalb des Musikfernsehens werden sollte.
Das trug in Deutschland wesentlich zum Entstehen einer ausgedehnten nationalen Videoclip-Szene bei, da sowohl VIVA als auch die Sendung Hit Clip zur Profilierung gegenüber dem Konkurrenten MTV neben internationalen Clips gezielt lokale Künstler unterstützten. Hit Clip zeigte sich in dieser Hinsicht noch vielseitiger als VIVA und streute sogar Schlagerstars wie Guildo Horn ins Programm ein.
Als neue Musikrichtungen entstanden unter anderem Grunge, Techno und House. Um der wachsenden Distanz zwischen Stars und Fans entgegenzuwirken, entwickelte MTV das Format MTV Unplugged, in dem die Musiker in einer Art Wohnzimmeratmosphäre vor wenigen Zuschauern und nur mit akustischen Instrumenten auftreten.
Im Gegensatz zur klassischen Popästhetik der 1980er war der Videoclip nun perfekt durchdacht und inszeniert. Produktionen wurden wieder aufwändiger; mitunter wurden Techniken und Effekte eingesetzt, die zuvor nur Hollywood-Filmen vorbehalten waren. Insbesondere die digitale Revolution in der Bild- und Videobearbeitung ab Anfang der 90er Jahre hat hier bleibende Akzente gesetzt. Ein frühes aufsehenerregendes Beispiel dieser Zeit ist der Clip zu Black or White von Michael Jackson (1991), insbesondere wegen des Einsatzes von Morphing-Sequenzen. Die visuelle Qualität vieler Produktionen dieser Zeit steht kommerziellen Hollywood-Filmen in nichts nach.
Mit Hilfe professioneller Videomixsoftware konnten die Musiker ihre Videos nunmehr selbst erstellen. Ein frühes Beispiel hierfür ist das 1998 von Coldcut & Hexstatic mit Hilfe ihrer Software VJamm produzierte Timber, dessen Video mehrfach geremixt wurde und damit als erstes Musikvideo ins Guinness-Buch der Rekorde kam.
In den 1990er Jahren hat sich in Deutschland nach der Etablierung von VIVA und der neuen lokalen Strategieausrichtung von MTV ein effektives Marketingprozedere etabliert, bei dem Musikvideos überragende Bedeutung für den Verkauf von Singles sowie für Imageaufbau und Vermarktung eines Künstlers oder Acts insgesamt erhielten.

### 2000er Jahre bis heute
Die kommerzielle Krise der Musikindustrie führte in Deutschland seit 2002 zum massiven Rückgang der Musikvideobudgets. Musikvideos werden seither mit deutlich weniger Aufwand produziert. Überwiegend werden sie inzwischen auf HD-Video aufgenommen, was gegenüber der traditionellen Aufnahme auf (zumeist 16-mm-) Film einen großen Kostenvorteil bringt.
In der Krise gingen die Single-Verkäufe massiv zurück und rechtfertigten immer seltener die an den Refinanzierungsmöglichkeiten gemessen hohen Kosten einer Musikvideoproduktion. Deshalb waren die Musikvideobudgets deutlich gesunken. Bei den Musiksendern sank der Anteil an Musikvideos kontinuierlich. Insgesamt macht dieses Zusammenspiel den Eindruck einer sich selbst verstärkenden Abwärtsspirale: Rückgängige Single-Verkäufe lassen die Musikvideobudgets sinken. Weniger und unattraktivere Videos ergeben ein unattraktiveres Programm für die Musiksender. Ein unattraktives Programm wird weniger gesehen und führt zu weniger Single-Abverkäufen. Dies wiederum demotiviert die Labels, für dieses an Attraktivität verlierende Umfeld kostenloses Programm zur Verfügung zu stellen. Mit dieser Abwärtsspirale ist auch die Szene der lokalen Musikvideo-Produzenten praktisch verschwunden. Nur wenige der ehemals etwa fünfzehn eigenständigen Musikvideoproduktionsfirmen haben diesen Umsatzeinbruch überstanden.
Das Musikfernsehen hat sich in dieser Zeit ebenfalls so massiv verändert, dass man es kaum noch zu Recht Musikfernsehen nennen kann: Der Programmanteil an Musik ist kontinuierlich gesunken, Spartenkanäle wie VIVA Zwei und VH-1 Deutschland sind eingestellt worden. MTV hat seine Musikvideostrecken in fast sämtlichen Landesversionen auf die frühen Morgenstunden reduziert; in der britischen und der US-amerikanischen Originalversion sogar komplett gestrichen. 2010/11 wurde außerdem weltweit der Zusatz „Music Television“ aus dem MTV-Logo entfernt und seit 2011 ist MTV in Deutschland aus dem frei empfangbaren Fernsehangebot verschwunden.
In den 1990er Jahren war das Internet noch nicht in der Lage, das Fernsehen als neues Trägermedium für Video abzulösen. Es fehlte an den technischen Voraussetzungen auf Anbieterseite – es gab weder ausreichend leistungsfähige Videokompressionsverfahren noch weitverbreitete, videospezifische Portale – wie auf Userseite: die Übertragungskapazität der Internetanschlüsse eines großen Teils der User ermöglichten noch keine bequeme und bezahlbare Video-Nutzung. 
Parallel zur „Entmusikalisierung“ der Musiksender änderten sich diese Bedingungen. 2005 wird YouTube als userfreundliche Videoplattform gegründet und kurze Zeit später vom finanzkräftigen Google-Konzern aufgekauft und ausgebaut. Auf Userseite ermöglichen seit Mitte der 2000er Jahre die immer größere Verbreitung von Breitband-Internetanschlüssen und Flatrate-Modelle eine schnelle und kostengünstige Videonutzung. Damit ist das Netz aus der Perspektive der Hersteller von Musikvideos seit Mitte der 2000er Jahre eine echte Alternative zum Fernsehen, denn es ermöglicht andere, vom Publikum gewollte, Nutzungsmodalitäten. Während Fernsehen im Broadcast-Modell dem Zuschauer ein festes Programmschema vorgibt, ermöglicht das Internet dem Publikum genau auszuwählen, was es sehen möchte, eben Video-on-Demand – eine Nutzungsmodalität, die den Nutzungsgewohnheiten von Musikhörern im Allgemeinen entgegen kommt.
In den 2000er Jahren spielten Musiksender im klassischen Sinne nur noch eine untergeordnete Rolle. MTV ist in Europa nur als Bezahlfernsehen zu empfangen, und die free-to-view Sender der Mediengruppe zeigen keine Musikclips mehr. Dennoch gibt es heute wesentlich mehr reine Musikvideo-Sender als früher, die jedoch nicht mehr ein breites Publikum finden und/oder gezielt Sparten bedienen. Ein Indiz für die vom Publikum gewollt andere Nutzungsweise von Musikvideo-Kanälen gibt die Popularität von online verfügbaren Streaming-Video Musikvideo-Angeboten. Als Hybrid aus einem kontinuierlich laufenden Strom von Clips und der On-Demand-Technik, in der der Nutzer in die Playlist eingreifen kann, stellen diese interaktiven Online-Musikvideokanäle eine weiterentwickelte Form des Musikfernsehens dar.
Neben diesen auf Musikvideos spezialisierten Anbietern werden Musikvideos heute jedoch überwiegend über Social-Video Portale wie YouTube oder Dailymotion konsumiert, deren große Popularität zu einem erheblichen Anteil auf der Verfügbarmachung von Musikvideos basiert: Videos, die dort von kommerziellen Anbietern, aber auch von privaten Benutzern – wenn auch zu großem Teil unter Missachtung des Urheberrechts – bereitgestellt werden. Ein Beispiel für unkonventionellere Verbreitungswege ist ein Clip der Band The Decemberists, welche im März 2005 das selbst produzierte Musikvideo 16 Military Wives über den Filesharing-Dienst BitTorrent veröffentlichte, was noch keine Band zuvor getan hatte. Auch inhaltlich hat das Internet einige medienspezifische Ansätze für neue Musikvideo-Formen hervorgebracht. Vor allem aber übernimmt es immer mehr die Rolle, die zuvor das Musikfernsehen ausgefüllt hat: als weitgehend kostenlose Abspielstation für die klassische Form des Musikvideos, den linearen, dreieinhalbminütigen Clip.

## Musikvideo als Kurzfilm
Während die meisten Musikvideos die Inszenierung des Künstlers, zumeist bei der Darbietung des Stücks, zeigen, gibt es einige wenige, die das kaum oder gar nicht tun. Vielmehr wird zur Musik ein Kurzfilm gezeigt, dessen Handlung mit der Musik eigentlich nichts zu tun hat, der aber mindestens so lange wie diese dauert. Beispiele sind I Wish It Would Rain Down von Phil Collins, Tonight, Tonight von The Smashing Pumpkins und All I Want Is You von U2. Diese Videos sind nichtsdestotrotz „offiziell“, also von der Plattenfirma zur Verkaufsförderung für dieses Stück in Auftrag gegeben. Das Musikvideo als Kurzfilmformat zeichnet sich durch ein besonderes Zusammenspiel auditiver und visueller Komponenten aus, die in ihrer Vermischung dazu beitragen, ein bestimmtes Künstlerimage darzustellen.

## Ökonomische Bedingungen
Drei ökonomische Bedingungen waren notwendig für die Entstehung von Musikvideos: die Vermarktungsinteressen der Musikindustrie, ein speziell auf Musikvideos ausgerichtetes Senderumfeld und eine Filmindustrie, die Musikvideos als interessantes Betätigungsfeld entdeckt und ausbaut.

### Musikindustrie
Alles beginnt mit dem Vermarktungsinteresse der Musikindustrie: Musikvideos sind in der Regel weder als Filmkunst noch als eigenständiges Produkt angelegt. Sie sind ein Marketinginstrument und dienen in erster Linie zur Verkaufsförderung der Single, zu der sie produziert werden, nachgelagert auch zum Imageaufbau für den Künstler und zur Verkaufsförderung des Albums, auf dem das Stück erscheint. Zu diesen Zwecken finanziert ein Label die Musikvideoproduktion vor, beteiligt den Künstler im Nachhinein aber je nach Vertragslage unterschiedlich stark an den Produktionskosten, die der Künstler aus seinem Anteil an den Verkaufserlösen mittragen muss. Diese Grundkonstellation kann erklären, warum viele Musikvideos aus kreativer Perspektive über eine Rolle als Marketingvehikel des beworbenen Musikers nicht hinaus gelangen. Die Musikindustrie ist aufgrund des Fehlens eigener Kompetenz im Bereich „Musikvideoherstellung“ und aufgrund der Tatsache, dass sie oft nur kleine Budgets zu bieten hat, darauf angewiesen, den ausführenden Filmproduzenten und Regisseuren viele gestalterische Freiheiten einzuräumen, die einige Musikvideos schon zu echten Gesamtkunstwerken haben werden lassen.

### Senderumfeld
Diese Marketingstrategie funktioniert nur, wenn es eine kostenlose Abspielstation für Musikvideos gibt: Musikvideos sind keine Werbespots, für deren Schaltung gezahlt wird. Müsste eine Plattenfirma ihre Musikvideos zu den Konditionen von Werbespots auf Sendung bringen, gäbe es keine Musikvideos – die Einnahmen aus dem Verkauf einer Single würden diese Kosten nie einspielen. Die Existenz von Sendern wie MTV oder VIVA ist also eine notwendige Bedingung für das Entstehen und Prosperieren von Musikvideos. Diese ehemals fast reinen Musikvideosender funktionieren nach einem im Fernsehgeschäft neuen Modell: Sie bekommen ihre Inhalte kostenlos von den Plattenfirmen gestellt und finanzieren sich über die Vermarktung von Musikvideos als attraktives Werbeumfeld, in dem andere Produktanbieter oder Markeninhaber Werbespots schalten. Musikvideos nehmen im Fernsehen wie auch im Internet eine einmalige ökonomische Zwitterposition ein: Sie sind Werbefilm und Inhalt zugleich oder: Werbung, die Werbeeinnahmen bringt.
Wenn ein Überangebot an Musikvideos existiert, die den Sendern zum Abspielen angeboten werden, erzeugt dies einen zusätzlichen Druck auf Musikvideoproduzenten und Labels, ein möglichst attraktives Produkt herzustellen – unattraktive Musikvideos werden nicht gespielt, weil sie sich nicht als Werbeumfeld vermarkten lassen. Bei den Kriterien für Attraktivität ist die Koppelung des Musikvideos an ein Musikstück entscheidend. Aus der Sicht des Senders sind die Musik und ihr Interpret wichtiger als die filmische Attraktivität, das heißt: Ein Sender spielt lieber ein filmisch uninteressantes Musikvideo eines Stars, als ein filmisch attraktives Musikvideo eines unbekannten Künstlers. Sender vertrauen hier eher auf die in Charts-Platzierungen messbare Attraktivität eines Musik-Interpreten als auf die weniger belegbare Kategorie der filmischen Qualität. Einen Grundstandard bezüglich der filmischen Qualität setzt dabei die Mehrheit der internationalen Musikvideos, die mit zum Teil erheblich höheren Budgets hergestellt werden als die für den heimischen Markt hergestellten Produkte.
Das Internet ist seit Mitte der 2000er Jahre dabei, das Fernsehen als Leitmedium für Musikvideos abzulösen. Es bietet einige medienspezifische Vorteile: Portale wie YouTube ermöglichen einem Musikvideo-Hersteller das direkte Hochladen seiner Inhalte, ohne dass er sie einem Sender anbieten müsste, der sie möglicherweise nicht oder zu wenig spielt. Via Internet ist das Publikum direkt erreichbar, User-Feedback in Form von Nutzerzahlen und Kommentaren ist ebenfalls direkt verfügbar. Über den „Long Tail“ des Internets kann jedes noch so spezifische Nischenprodukt sein ganz spezielles Publikum finden und ist nicht darauf angewiesen massenkompatibel zu sein, nur um überhaupt von einem Sender gesendet zu werden. Konsument ist in Internetzeiten potenziell jeder, der über einen Internetanschluss verfügt – und nicht mehr nur, wer einen bestimmten Fernsehsender in einem bestimmten Übertragungsmedium zu einer bestimmten Uhrzeit einschaltet. Das macht weltweite Hits möglich wie Psys Gangnam Style aus dem Jahr 2012, das erste Musikvideo, das auf YouTube die Grenze von einer Milliarde Views überschritten hat.

### Filmindustrie
Attraktive Musikvideos lassen sich zu den von der Musikindustrie vorgegebenen Konditionen (niedrige Budgets, massiver Zeitdruck) nur deshalb herstellen, weil es in der Filmindustrie ein entsprechendes Mitwirkungsinteresse gibt: Musikvideos sind beliebte Spielwiesen vor allem für Jungregisseure und -produzenten, wobei keiner von diesen ausschließlich von Musikvideos leben kann. Musikvideos bieten aber die Gelegenheit, ein Portfolio aufzubauen, Fertigkeiten zu üben, Kontakte zu knüpfen, Arbeitsroutinen zu etablieren und einen Ruf zu erwerben, der sich in anderen Branchen, insbesondere in der Werbung, auszahlen kann. In der Boomphase des Musikvideos in Deutschland bis 2002 hatte sich eine eigene Szene von Filmproduktionsgesellschaften entwickelt, die ausschließlich Musikvideos produzierten. In den USA und in England betreiben einige Werbefilmproduktionsgesellschaften eigene Musikvideoabteilungen. Dieses System funktioniert in Deutschland nicht, weil hier die Budgets für Musikvideos für Werbefilmproduktionsgesellschaften nicht kostendeckend sind.

## Preise und Regisseure
Als bedeutendster Preis auf diesem Gebiet gelten die Grammy Awards in den Kategorien Best Music Video – Long Form und Best Music Video – Short Form. Auch die von MTV verliehenen VMAs (Video Music Awards) genießen internationale Anerkennung.
International bedeutende Regisseure von Musikvideos sind etwa Chris Cunningham, Michel Gondry, Mark Romanek, Stéphane Sednaoui oder Spike Jonze. Für Deutschland war das österreichische Regie-Duo DoRo (Rudi Dolezal und Hannes Rossacher), das auch an der Gründung des Musikvideo-Fernsehsenders VIVA beteiligt war, im Produktionsbereich prägend. Zu den wichtigen deutschen Regisseuren in diesem Genre gehören Daniel Lwowski, Joern Heitmann, Hinrich Pflug, Sandra Marschner, Oliver Sommer, Norbert Heitker, Sven Bollinger, Robert Bröllochs sowie die international erfolgreichen Olaf Heine, Zoran Bihać, Uwe Flade, Philipp Stölzl und Jarek Duda.
Den Kunstvideos widmet sich in Deutschland das Zentrum für Kunst und Medientechnologie Karlsruhe.